# Antonio Spinelli (teatino)
Antonio Spinelli (Padova, 1630 – Monaco di Baviera, 1706) è stato un giurista e presbitero italiano cittadino della Repubblica di Venezia e sacerdote dei chierici regolari teatini, confessore della famiglia elettorale e consigliere privato della corte bavarese.

## Biografia
Studiò legge, conseguì il dottorato in diritto civile e esercitò la professione forense a Venezia. Dopo essere entrato nell'ordine locale dei teatini, la sua attività consistette nell'insegnare ai novizi per diversi anni.
Nel giugno 1662, su richiesta dell'Elettrice bavarese, Enrichetta Adelaide, si trasferì a Monaco di Baviera. Insieme ai padri Stefano Pepe e Girolamo Meazza, fondò il monastero di san Gaetano Thiene dell'Ordine teatino. A seguito del voto della coppia elettorale di introdurre l'ordine religioso in Baviera, in occasione della nascita dell'atteso erede al trono Massimiliano Emanuele l'Elettrice perseguì l'obiettivo dichiarato di sopprimere l'influenza dei Gesuiti.
Dopo la morte di Stefano Pepe, nel 1665, Spinelli gli succedette come confessore di Enrichetta Adelaide e mantenne questa carica fino alla morte dell'Elettrice nel 1676. Fu anche educatore spirituale dei figli della coppia elettorale e anche loro confessore.

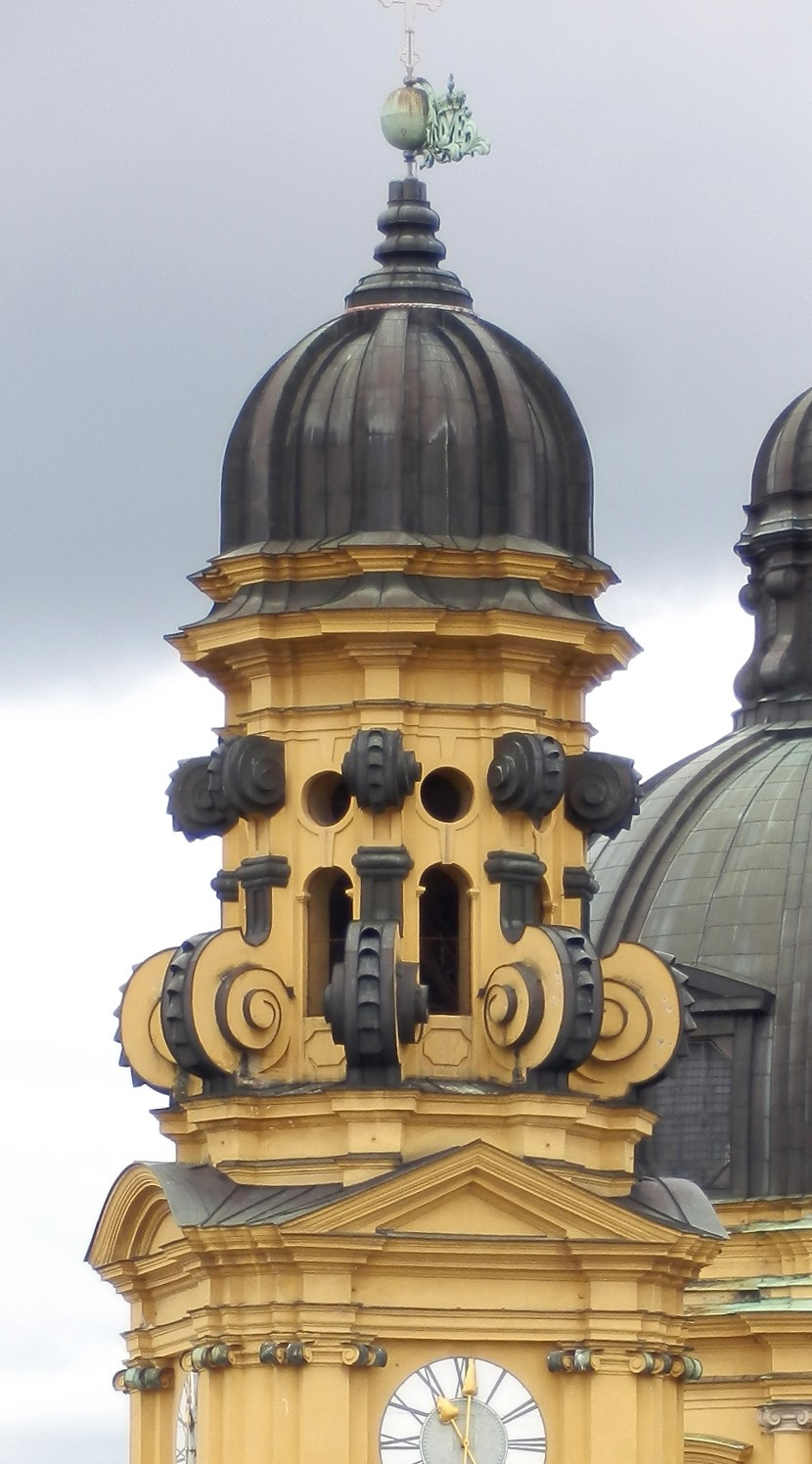
Le caratteristiche corone di volute sulle torri della Theatinerkirche di Monaco di Baviera sono riconducibili a un'idea di Spinelli.

Dal 1665 al 1676, interessato anche all'architettura e alla storia dell'arte, fu direttore dei lavori della Theatinerkirche dopo aver potuto dimostrare al costruttore, Agostino Barelli, un fatale errore nella costruzione. Inoltre, l'Elettrice Enrichetta Adelaide, nel 1670, lo incaricò di progettare e costruire il primoaltare maggiore della Chiesa Teatina. Questa notevole opera, con due angeli più grandi del vero e un tabernacolo sferico, fu completata con l'inaugurazione della chiesa nel 1675 e non fu sostituita da un altro altare maggiore fino al 1720.
Nel 1668 Spinelli succedette ad Agostino Bozomos come prevosto del monastero teatino di Monaco. Ricoprì questa carica fino al 1671 e poi di nuovo dal 1674 al 1680. Fu particolarmente impegnato nella canonizzazione del cofondatore dell'ordine, Gaetano Thiene, da lui fondato con il miracolo  della liberazione di Napoli dalla peste nel 1556 e quello della nascita dell'erede al trono bavarese. La canonizzazione, avvenuta il 12 aprile 1671, fu celebrata a Monaco di Baviera e il monumentale dipinto "Intercessione di San Gaetano durante la peste a Napoli" di Joachim von Sandrart fu esposto per otto giorni in una porta trionfale davanti alla Residenza di Monaco di Baviera, che alla fine portò all'escalation del conflitto con i Gesuiti.  In occasione dell'onomastico del gesuita san Francesco Saverio a dicembre, il sacerdote gesuita Wilhelm Gumppenberg nominò lui e i santi Maria, Gennaro e Rosalia come i liberatori di Napoli dalla peste. Spinelli comprese l'ostentata omissione di Gaetano in questa lista non solo come una degradazione del santo, ma anche come un attacco alla gloria di Dio. Con il sostegno dell'Elettrice, fece affiggere nelle chiese e nelle piazze di Monaco di Baviera una nota di protesta, in cui descriveva Gumppenberg come un "cattivo cronista". La questione venne portata davanti al vescovo responsabile di Frisinga, il Wittelsbacher Alberto Sigismondo di Baviera, che era considerato un membro dei Gesuiti e che aveva posto grandi difficoltà alla costituzione dell'ordine teatino. Il fatto che il conflitto si sia concluso a favore di Spinelli e che Gumppenberg sia stato infine trasferito da Monaco a Salisburgo dimostra la posizione di forza che Spinelli si era nel frattempo costruita.
Sebbene Ferdinando Maria avesse un gesuita come confessore a vita, fu il teatino Spinelli a consegnargli i sacramenti nel 1679 nel Castello di Schleißheim, poiché il padre gesuita Bernhard Frey si era recato a Monaco poche ore prima della morte dell'Elettore.
Spinelli mantenne la sua influenza anche sotto il figlio e successore di Ferdinando Maria. Quando la figlia maggiore di Henriette Maria Anna Vittoria di Baviera, nel 1680 sposò l'erede al trono francese Luigi, figlio di Luigi XIV, avrebbe desiderato che Spinelli l'accompagnasse come confessore nella sua vita futura. Tuttavia, poiché egli era indispensabile alla corte di Massimiliano Emanuele e la Francia non voleva comunque concedere al nuovo Delfinato un confessore bavarese, le speranze di prendere piede alla corte francese furono deluse. Spinelli accompagnò Massimiano Emanuele in tutte le sue campagne in Ungheria. Nel 1690 ricevette il titolo di Reale consigliere spirituale segreto.

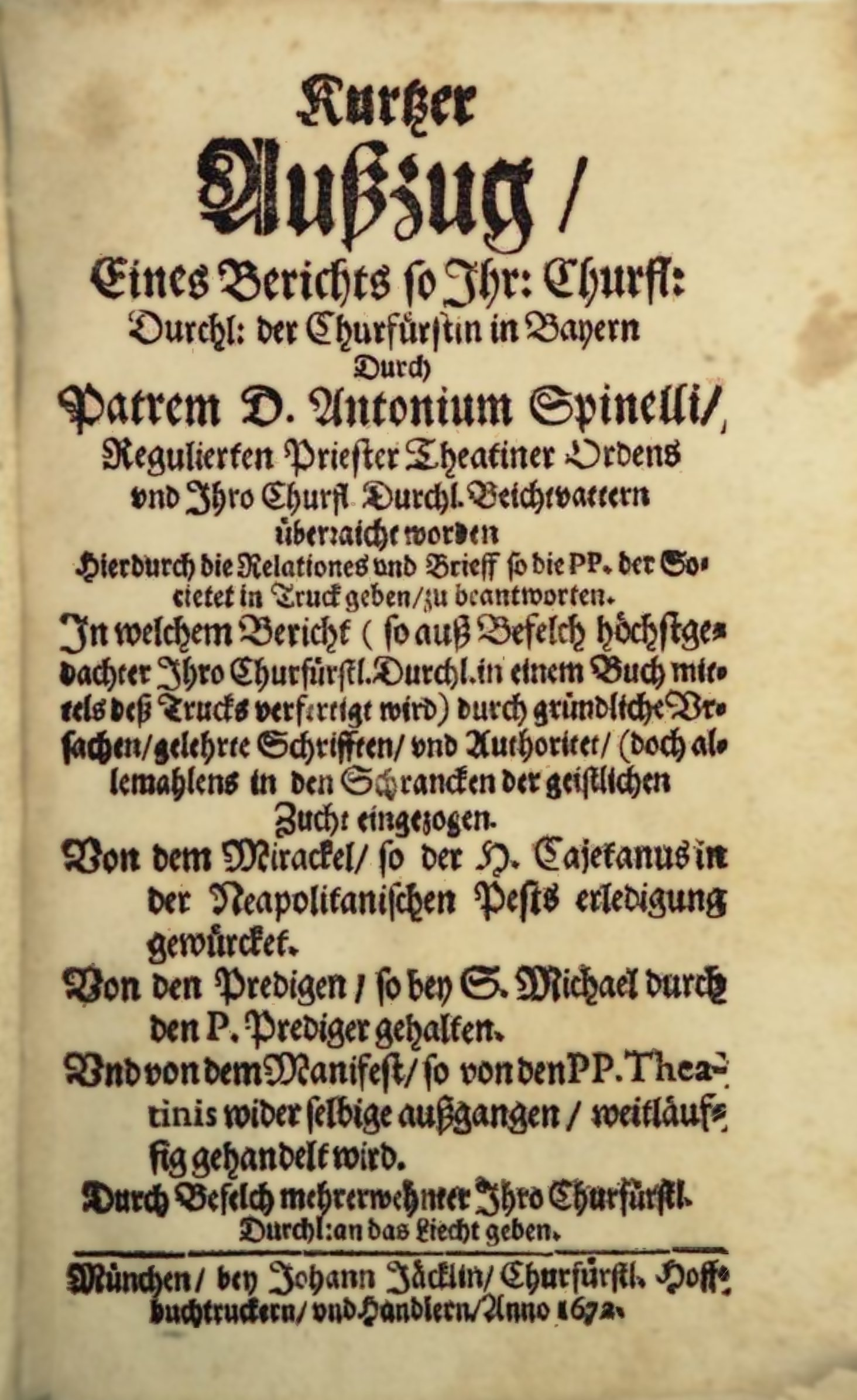
La polemica di Spinelli contro Gumppenberg, pubblicata a stampa nel 1672

Il diario del monastero, che Spinelli compilò con grande accuratezza, dal dicembre 1673 al marzo 1705, è probabilmente una delle fonti più importanti sulla storia della Theatinerstift di Monaco di Baviera. Il suo confratello Girolamo Meazza aveva scritto un simile diario prima di lui (dal 1662 al 1671).

## Opere
- (DE) Antonio Spinelli, Kurzer Auszug eines Berichts so Ihr: Churfl: Durchl: der Churfürstin in Bayern durch Patrem D. Antonium Spinelli Regulierten Priester Theatiner Ordens und Ihro Churfl. Durchl. Beichtvattern überraicht worden, München, Johann Jäcklin.